# Bundestagswahl 2013/Wahlergebnisse nach Bundesländern
Bundestagswahl 2013 – Wahlergebnisse nach Bundesländern.

## Wahlergebnisse

### Schleswig-Holstein
| Listen            | Listen            | Erststimmen | Erststimmen | Erststimmen | Zweitstimmen | Zweitstimmen | Zweitstimmen | Mandate Gesamt |
| Listen            | Listen            | Stimmen     | %           | Mandate     | Stimmen      | %            | Mandate      | Mandate Gesamt |
| ----------------- | ----------------- | ----------- | ----------- | ----------- | ------------ | ------------ | ------------ | -------------- |
|                   | CDU               | 708.702     | 43,6        | 9           | 638.756      | 39,2         | 2            | 11             |
|                   | SPD               | 596.882     | 36,7        | 2           | 513.725      | 31,5         | 7            | 9              |
|                   | GRÜNE             | 111.921     | 6,9         | –           | 153.137      | 9,4          | 3            | 3              |
|                   | FDP               | 37.526      | 2,3         | –           | 91.714       | 5,6          | –            | –              |
|                   | DIE LINKE         | 66.183      | 4,1         | –           | 84.177       | 5,2          | 1            | 1              |
|                   | AfD               | 58.681      | 3,6         | –           | 74.346       | 4,6          | –            | –              |
|                   | PIRATEN           | 31.621      | 1,9         | –           | 32.217       | 2,0          | –            | –              |
|                   | Tierschutzpartei  | –           | –           | –           | 12.878       | 0,8          | –            | –              |
|                   | NPD               | 11.031      | 0,7         | –           | 11.229       | 0,7          | –            | –              |
|                   | FREIE WÄHLER      | 2.678       | 0,2         | –           | 8.747        | 0,5          | –            | –              |
|                   | RENTNER           | 920         | 0,1         | –           | 6.843        | 0,4          | –            | –              |
|                   | MLPD              | –           | –           | –           | 521          | 0,0          | –            | –              |
|                   | Übrige            | 853         | 0,1         | –           | –            | –            | –            | –              |
| Gesamt            | Gesamt            | 1.626.998   | 100         | 11          | 1.628.290    | 100          | 13           | 24             |
|                   |                   |             |             |             |              |              |              |                |
| Ungültige Stimmen | Ungültige Stimmen | 18.752      | 1,1         |             | 17.460       | 1,1          |              |                |
| Wähler            | Wähler            | 1.645.750   | 73,1        |             | 1.645.750    | 73,1         |              |                |
| Wahlberechtigte   | Wahlberechtigte   | 2.251.796   |             |             | 2.251.796    |              |              |                |

### Mecklenburg-Vorpommern
| Listen            | Listen            | Erststimmen | Erststimmen | Erststimmen | Zweitstimmen | Zweitstimmen | Zweitstimmen | Mandate Gesamt |
| Listen            | Listen            | Stimmen     | %           | Mandate     | Stimmen      | %            | Mandate      | Mandate Gesamt |
| ----------------- | ----------------- | ----------- | ----------- | ----------- | ------------ | ------------ | ------------ | -------------- |
|                   | CDU               | 384.607     | 44,4        | 6           | 369.048      | 42,5         | –            | 6              |
|                   | DIE LINKE         | 204.479     | 23,6        | –           | 186.871      | 21,5         | 3            | 3              |
|                   | SPD               | 165.660     | 19,1        | –           | 154.431      | 17,8         | 3            | 3              |
|                   | AfD               | –           | –           | –           | 48.885       | 5,6          | –            | –              |
|                   | GRÜNE             | 33.232      | 3,8         | –           | 37.716       | 4,3          | 1            | 1              |
|                   | NPD               | 29.218      | 3,4         | –           | 23.735       | 2,7          | –            | –              |
|                   | FDP               | 11.891      | 1,4         | –           | 18.968       | 2,2          | –            | –              |
|                   | PIRATEN           | 19.783      | 2,3         | –           | 16.563       | 1,9          | –            | –              |
|                   | FREIE WÄHLER      | 11.713      | 1,4         | –           | 8.004        | 0,9          | –            | –              |
|                   | pro Deutschland   | –           | –           | –           | 1.693        | 0,2          | –            | –              |
|                   | MLPD              | 1.036       | 0,1         | –           | 1.166        | 0,1          | –            | –              |
|                   | REP               | –           | –           | –           | 663          | 0,1          | –            | –              |
|                   | Übrige            | 4.125       | 0,5         | –           | –            | –            | –            | –              |
| Gesamt            | Gesamt            | 865.744     | 100         | 6           | 867.743      | 100          | 7            | 13             |
|                   |                   |             |             |             |              |              |              |                |
| Ungültige Stimmen | Ungültige Stimmen | 15.974      | 1,8         |             | 13.975       | 1,6          |              |                |
| Wähler            | Wähler            | 881.718     | 65,3        |             | 881.718      | 65,3         |              |                |
| Wahlberechtigte   | Wahlberechtigte   | 1.350.705   |             |             | 1.350.705    |              |              |                |

### Hamburg
| Listen            | Listen            | Erststimmen | Erststimmen | Erststimmen | Zweitstimmen | Zweitstimmen | Zweitstimmen | Mandate Gesamt |
| Listen            | Listen            | Stimmen     | %           | Mandate     | Stimmen      | %            | Mandate      | Mandate Gesamt |
| ----------------- | ----------------- | ----------- | ----------- | ----------- | ------------ | ------------ | ------------ | -------------- |
|                   | SPD               | 336.337     | 37,8        | 5           | 288.902      | 32,4         | –            | 5              |
|                   | CDU               | 305.979     | 34,4        | 1           | 285.927      | 32,1         | 4            | 5              |
|                   | GRÜNE             | 94.473      | 10,6        | –           | 112.826      | 12,7         | 2            | 2              |
|                   | DIE LINKE         | 66.995      | 7,5         | –           | 78.296       | 8,8          | 1            | 1              |
|                   | FDP               | 17.707      | 2,0         | –           | 42.869       | 4,8          | –            | –              |
|                   | AfD               | 29.835      | 3,4         | –           | 37.142       | 4,2          | –            | –              |
|                   | PIRATEN           | 22.175      | 2,5         | –           | 24.505       | 2,8          | –            | –              |
|                   | NPD               | 5.738       | 0,6         | –           | 5.658        | 0,6          | –            | –              |
|                   | Die PARTEI        | 3.097       | 0,3         | –           | 5.643        | 0,6          | –            | –              |
|                   | RENTNER           | –           | –           | –           | 3.819        | 0,4          | –            | –              |
|                   | FREIE WÄHLER      | 3.725       | 0,4         | –           | 2.856        | 0,3          | –            | –              |
|                   | ÖDP               | 637         | 0,1         | –           | 1.963        | 0,2          | –            | –              |
|                   | MLPD              | 135         | 0,0         | –           | 423          | 0,0          | –            | –              |
|                   | Übrige            | 3.120       | 0,4         | –           | –            | –            | –            | –              |
| Gesamt            | Gesamt            | 889.953     | 100         | 6           | 890.829      | 100          | 7            | 13             |
|                   |                   |             |             |             |              |              |              |                |
| Ungültige Stimmen | Ungültige Stimmen | 11.260      | 1,2         |             | 10.384       | 1,2          |              |                |
| Wähler            | Wähler            | 901.213     | 70,3        |             | 901.213      | 70,3         |              |                |
| Wahlberechtigte   | Wahlberechtigte   | 1.281.918   |             |             | 1.281.918    |              |              |                |

### Niedersachsen
| Listen            | Listen            | Erststimmen | Erststimmen | Erststimmen | Zweitstimmen | Zweitstimmen | Zweitstimmen | Mandate Gesamt |
| Listen            | Listen            | Stimmen     | %           | Mandate     | Stimmen      | %            | Mandate      | Mandate Gesamt |
| ----------------- | ----------------- | ----------- | ----------- | ----------- | ------------ | ------------ | ------------ | -------------- |
|                   | CDU               | 1.946.518   | 43,9        | 17          | 1.825.592    | 41,1         | 14           | 31             |
|                   | SPD               | 1.699.556   | 38,3        | 13          | 1.470.005    | 33,1         | 12           | 25             |
|                   | GRÜNE             | 299.885     | 6,8         | –           | 391.901      | 8,8          | 6            | 6              |
|                   | DIE LINKE         | 189.645     | 4,3         | –           | 223.935      | 5,0          | 4            | 4              |
|                   | FDP               | 82.291      | 1,9         | –           | 185.647      | 4,2          | –            | –              |
|                   | AfD               | 82.424      | 1,9         | –           | 165.875      | 3,7          | –            | –              |
|                   | PIRATEN           | 60.736      | 1,4         | –           | 74.601       | 1,7          | –            | –              |
|                   | NPD               | 41.103      | 0,9         | –           | 37.415       | 0,8          | –            | –              |
|                   | Tierschutzpartei  | –           | –           | –           | 33.809       | 0,8          | –            | –              |
|                   | FREIE WÄHLER      | 29.234      | 0,7         | –           | 21.773       | 0,5          | –            | –              |
|                   | PBC               | 2.081       | 0,0         | –           | 5.664        | 0,1          | –            | –              |
|                   | pro Deutschland   | –           | –           | –           | 4.990        | 0,1          | –            | –              |
|                   | REP               | –           | –           | –           | 2.786        | 0,1          | –            | –              |
|                   | MLPD              | 259         | 0,0         | –           | 1.267        | 0,0          | –            | –              |
|                   | FAMILIE           | 1.022       | 0,0         | –           | –            | –            | –            | –              |
|                   | Bündnis 21/RRP    | 511         | 0,0         | –           | –            | –            | –            | –              |
|                   | BIG               | 252         | 0,0         | –           | –            | –            | –            | –              |
|                   | Übrige            | 2.041       | 0,0         | –           | –            | –            | –            | –              |
| Gesamt            | Gesamt            | 4.437.558   | 100         | 30          | 4.445.260    | 100          | 36           | 66             |
|                   |                   |             |             |             |              |              |              |                |
| Ungültige Stimmen | Ungültige Stimmen | 53.723      | 1,2         |             | 46.021       | 1,0          |              |                |
| Wähler            | Wähler            | 4.491.281   | 73,4        |             | 4.491.281    | 73,4         |              |                |
| Wahlberechtigte   | Wahlberechtigte   | 6.117.473   |             |             | 6.117.473    |              |              |                |

### Bremen
| Listen            | Listen            | Erststimmen | Erststimmen | Erststimmen | Zweitstimmen | Zweitstimmen | Zweitstimmen | Mandate Gesamt |
| Listen            | Listen            | Stimmen     | %           | Mandate     | Stimmen      | %            | Mandate      | Mandate Gesamt |
| ----------------- | ----------------- | ----------- | ----------- | ----------- | ------------ | ------------ | ------------ | -------------- |
|                   | SPD               | 133.437     | 40,6        | 2           | 117.204      | 35,6         | –            | 2              |
|                   | CDU               | 97.265      | 29,6        | –           | 96.459       | 29,3         | 2            | 2              |
|                   | GRÜNE             | 37.667      | 11,5        | –           | 40.014       | 12,1         | 1            | 1              |
|                   | DIE LINKE         | 28.521      | 8,7         | –           | 33.284       | 10,1         | 1            | 1              |
|                   | AfD               | 10.764      | 3,3         | –           | 12.307       | 3,7          | –            | –              |
|                   | FDP               | 6.360       | 1,9         | –           | 11.204       | 3,4          | –            | –              |
|                   | PIRATEN           | 8.831       | 2,7         | –           | 8.455        | 2,6          | –            | –              |
|                   | NPD               | 3.796       | 1,2         | –           | 3.640        | 1,1          | –            | –              |
|                   | Tierschutzpartei  | –           | –           | –           | 3.465        | 1,1          | –            | –              |
|                   | Die PARTEI        | 1.531       | 0,5         | –           | 1.549        | 0,5          | –            | –              |
|                   | FREIE WÄHLER      | –           | –           | –           | 814          | 0,2          | –            | –              |
|                   | pro Deutschland   | –           | –           | –           | 466          | 0,1          | –            | –              |
|                   | Bündnis 21/RRP    | 432         | 0,1         | –           | 395          | 0,1          | –            | –              |
|                   | MLPD              | 207         | 0,1         | –           | 156          | 0,0          | –            | –              |
| Gesamt            | Gesamt            | 328.811     | 100         | 2           | 329.412      | 100          | 4            | 6              |
|                   |                   |             |             |             |              |              |              |                |
| Ungültige Stimmen | Ungültige Stimmen | 4.211       | 1,3         |             | 3.610        | 1,1          |              |                |
| Wähler            | Wähler            | 333.022     | 68,8        |             | 333.022      | 68,8         |              |                |
| Wahlberechtigte   | Wahlberechtigte   | 483.823     |             |             | 483.823      |              |              |                |

### Brandenburg
| Listen            | Listen            | Erststimmen | Erststimmen | Erststimmen | Zweitstimmen | Zweitstimmen | Zweitstimmen | Mandate Gesamt |
| Listen            | Listen            | Stimmen     | %           | Mandate     | Stimmen      | %            | Mandate      | Mandate Gesamt |
| ----------------- | ----------------- | ----------- | ----------- | ----------- | ------------ | ------------ | ------------ | -------------- |
|                   | CDU               | 492.236     | 35,6        | 9           | 482.601      | 34,8         | –            | 9              |
|                   | SPD               | 367.713     | 26,6        | 1           | 321.174      | 23,1         | 4            | 5              |
|                   | DIE LINKE         | 330.627     | 23,9        | –           | 311.312      | 22,4         | 5            | 5              |
|                   | AfD               | –           | –           | –           | 83.075       | 6,0          | –            | –              |
|                   | GRÜNE             | 53.549      | 3,9         | –           | 65.182       | 4,7          | 1            | 1              |
|                   | NPD               | 46.702      | 3,4         | –           | 35.578       | 2,6          | –            | –              |
|                   | FDP               | 21.252      | 1,5         | –           | 35.365       | 2,5          | –            | –              |
|                   | PIRATEN           | 39.472      | 2,9         | –           | 30.785       | 2,2          | –            | –              |
|                   | FREIE WÄHLER      | 9.860       | 0,7         | –           | 13.416       | 1,0          | –            | –              |
|                   | pro Deutschland   | –           | –           | –           | 5.805        | 0,4          | –            | –              |
|                   | REP               | 924         | 0,1         | –           | 2.488        | 0,2          | –            | –              |
|                   | MLPD              | –           | –           | –           | 1.581        | 0,1          | –            | –              |
|                   | DKP               | 1.207       | 0,1         | –           | –            | –            | –            | –              |
|                   | Die PARTEI        | 901         | 0,1         | –           | –            | –            | –            | –              |
|                   | Übrige            | 19.202      | 1,4         | –           | –            | –            | –            | –              |
| Gesamt            | Gesamt            | 1.383.645   | 100         | 10          | 1.388.362    | 100          | 10           | 20             |
|                   |                   |             |             |             |              |              |              |                |
| Ungültige Stimmen | Ungültige Stimmen | 29.140      | 2,1         |             | 24.423       | 1,7          |              |                |
| Wähler            | Wähler            | 1.412.785   | 68,4        |             | 1.412.785    | 68,4         |              |                |
| Wahlberechtigte   | Wahlberechtigte   | 2.065.944   |             |             | 2.065.944    |              |              |                |

### Sachsen-Anhalt
| Listen            | Listen            | Erststimmen | Erststimmen | Erststimmen | Zweitstimmen | Zweitstimmen | Zweitstimmen | Mandate Gesamt |
| Listen            | Listen            | Stimmen     | %           | Mandate     | Stimmen      | %            | Mandate      | Mandate Gesamt |
| ----------------- | ----------------- | ----------- | ----------- | ----------- | ------------ | ------------ | ------------ | -------------- |
|                   | CDU               | 491.418     | 41,8        | 9           | 485.781      | 41,2         | –            | 9              |
|                   | DIE LINKE         | 299.032     | 25,4        | –           | 282.319      | 23,9         | 5            | 5              |
|                   | SPD               | 230.859     | 19,6        | –           | 214.731      | 18,2         | 4            | 4              |
|                   | AfD               | 16.657      | 1,4         | –           | 49.661       | 4,2          | –            | –              |
|                   | GRÜNE             | 38.929      | 3,3         | –           | 46.858       | 4,0          | 1            | 1              |
|                   | FDP               | 20.679      | 1,8         | –           | 30.998       | 2,6          | –            | –              |
|                   | NPD               | 26.085      | 2,2         | –           | 25.900       | 2,2          | –            | –              |
|                   | PIRATEN           | 25.756      | 2,2         | –           | 22.753       | 1,9          | –            | –              |
|                   | FREIE WÄHLER      | 18.070      | 1,5         | –           | 12.358       | 1,0          | –            | –              |
|                   | pro Deutschland   | –           | –           | –           | 3.680        | 0,3          | –            | –              |
|                   | ÖDP               | –           | –           | –           | 1.978        | 0,2          | –            | –              |
|                   | MLPD              | 1.241       | 0,1         | –           | 1.798        | 0,2          | –            | –              |
|                   | Tierschutzpartei  | 4.437       | 0,4         | –           | –            | –            | –            | –              |
|                   | Übrige            | 3.344       | 0,3         | –           | –            | –            | –            | –              |
| Gesamt            | Gesamt            | 1.176.507   | 100         | 9           | 1.178.815    | 100          | 10           | 19             |
|                   |                   |             |             |             |              |              |              |                |
| Ungültige Stimmen | Ungültige Stimmen | 21.741      | 1,8         |             | 19.433       | 1,6          |              |                |
| Wähler            | Wähler            | 1.198.248   | 62,1        |             | 1.198.248    | 62,1         |              |                |
| Wahlberechtigte   | Wahlberechtigte   | 1.930.880   |             |             | 1.930.880    |              |              |                |

### Berlin
| Listen            | Listen            | Erststimmen | Erststimmen | Erststimmen | Zweitstimmen | Zweitstimmen | Zweitstimmen | Mandate Gesamt |
| Listen            | Listen            | Stimmen     | %           | Mandate     | Stimmen      | %            | Mandate      | Mandate Gesamt |
| ----------------- | ----------------- | ----------- | ----------- | ----------- | ------------ | ------------ | ------------ | -------------- |
|                   | CDU               | 536.332     | 30,0        | 5           | 508.643      | 28,5         | 4            | 9              |
|                   | SPD               | 455.138     | 25,5        | 2           | 439.387      | 24,6         | 6            | 8              |
|                   | DIE LINKE         | 333.148     | 18,7        | 4           | 330.507      | 18,5         | 2            | 6              |
|                   | GRÜNE             | 243.259     | 13,6        | 1           | 220.737      | 12,3         | 3            | 4              |
|                   | AfD               | 67.483      | 3,8         | –           | 88.060       | 4,9          | –            | –              |
|                   | PIRATEN           | 56.911      | 3,2         | –           | 64.018       | 3,6          | –            | –              |
|                   | FDP               | 25.867      | 1,4         | –           | 63.616       | 3,6          | –            | –              |
|                   | NPD               | 30.041      | 1,7         | –           | 27.014       | 1,5          | –            | –              |
|                   | Die PARTEI        | 16.057      | 0,9         | –           | 18.673       | 1,0          | –            | –              |
|                   | FREIE WÄHLER      | 8.138       | 0,5         | –           | 7.531        | 0,4          | –            | –              |
|                   | pro Deutschland   | 1.101       | 0,1         | –           | 5.665        | 0,3          | –            | –              |
|                   | ÖDP               | –           | –           | –           | 3.612        | 0,2          | –            | –              |
|                   | BIG               | 2.428       | 0,1         | –           | 3.509        | 0,2          | –            | –              |
|                   | REP               | –           | –           | –           | 2.564        | 0,1          | –            | –              |
|                   | BüSo              | 2.637       | 0,1         | –           | 1.810        | 0,1          | –            | –              |
|                   | MLPD              | 618         | 0,0         | –           | 1.410        | 0,1          | –            | –              |
|                   | PSG               | –           | –           | –           | 965          | 0,1          | –            | –              |
|                   | Bergpartei        | 624         | 0,0         | –           | –            | –            | –            | –              |
|                   | DIE VIOLETTEN     | 457         | 0,0         | –           | –            | –            | –            | –              |
|                   | DKP               | 261         | 0,0         | –           | –            | –            | –            | –              |
|                   | Bündnis 21/RRP    | 84          | 0,0         | –           | –            | –            | –            | –              |
|                   | Übrige            | 5.176       | 0,3         | –           | –            | –            | –            | –              |
| Gesamt            | Gesamt            | 1.785.760   | 100         | 12          | 1.787.721    | 100          | 15           | 27             |
|                   |                   |             |             |             |              |              |              |                |
| Ungültige Stimmen | Ungültige Stimmen | 29.655      | 1,6         |             | 27.694       | 1,5          |              |                |
| Wähler            | Wähler            | 1.815.415   | 72,5        |             | 1.815.415    | 72,5         |              |                |
| Wahlberechtigte   | Wahlberechtigte   | 2.505.718   |             |             | 2.505.718    |              |              |                |

### Nordrhein-Westfalen
| Listen            | Listen            | Erststimmen | Erststimmen | Erststimmen | Zweitstimmen | Zweitstimmen | Zweitstimmen | Mandate Gesamt |
| Listen            | Listen            | Stimmen     | %           | Mandate     | Stimmen      | %            | Mandate      | Mandate Gesamt |
| ----------------- | ----------------- | ----------- | ----------- | ----------- | ------------ | ------------ | ------------ | -------------- |
|                   | CDU               | 4.148.811   | 43,8        | 37          | 3.776.563    | 39,8         | 26           | 63             |
|                   | SPD               | 3.472.520   | 36,7        | 27          | 3.028.282    | 31,9         | 25           | 52             |
|                   | GRÜNE             | 606.235     | 6,4         | –           | 760.642      | 8,0          | 13           | 13             |
|                   | DIE LINKE         | 483.918     | 5,1         | –           | 582.925      | 6,1          | 10           | 10             |
|                   | FDP               | 228.962     | 2,4         | –           | 498.027      | 5,2          | –            | –              |
|                   | AfD               | 171.511     | 1,8         | –           | 372.258      | 3,9          | –            | –              |
|                   | PIRATEN           | 220.636     | 2,3         | –           | 209.507      | 2,2          | –            | –              |
|                   | NPD               | 95.784      | 1,0         | –           | 94.291       | 1,0          | –            | –              |
|                   | Die PARTEI        | 5.192       | 0,1         | –           | 37.776       | 0,4          | –            | –              |
|                   | FREIE WÄHLER      | 18.250      | 0,2         | –           | 25.127       | 0,3          | –            | –              |
|                   | pro Deutschland   | –           | –           | –           | 23.243       | 0,2          | –            | –              |
|                   | Volksabstimmung   | 1.748       | 0,0         | –           | 17.622       | 0,2          | –            | –              |
|                   | REP               | 2.683       | 0,0         | –           | 13.848       | 0,1          | –            | –              |
|                   | ÖDP               | 2.431       | 0,0         | –           | 12.978       | 0,1          | –            | –              |
|                   | Nichtwähler       | –           | –           | –           | 11.349       | 0,1          | –            | –              |
|                   | BIG               | –           | –           | –           | 10.705       | 0,1          | –            | –              |
|                   | PDV               | –           | –           | –           | 6.888        | 0,1          | –            | –              |
|                   | Bündnis 21/RRP    | 1.550       | 0,0         | –           | 5.151        | 0,1          | –            | –              |
|                   | MLPD              | 4.599       | 0,0         | –           | 4.600        | 0,0          | –            | –              |
|                   | DIE RECHTE        | –           | –           | –           | 2.245        | 0,0          | –            | –              |
|                   | PSG               | –           | –           | –           | 2.155        | 0,0          | –            | –              |
|                   | BüSo              | 1.377       | 0,0         | –           | 1.975        | 0,0          | –            | –              |
|                   | FAMILIE           | 461         | 0,0         | –           | –            | –            | –            | –              |
|                   | Übrige            | 5.925       | 0,1         | –           | –            | –            | –            | –              |
| Gesamt            | Gesamt            | 9.472.593   | 100         | 64          | 9.498.157    | 100          | 74           | 138            |
|                   |                   |             |             |             |              |              |              |                |
| Ungültige Stimmen | Ungültige Stimmen | 132.654     | 1,4         |             | 107.090      | 1,1          |              |                |
| Wähler            | Wähler            | 9.605.247   | 72,5        |             | 9.605.247    | 72,5         |              |                |
| Wahlberechtigte   | Wahlberechtigte   | 13.253.554  |             |             | 13.253.554   |              |              |                |

### Sachsen
| Listen            | Listen            | Erststimmen | Erststimmen | Erststimmen | Zweitstimmen | Zweitstimmen | Zweitstimmen | Mandate Gesamt |
| Listen            | Listen            | Stimmen     | %           | Mandate     | Stimmen      | %            | Mandate      | Mandate Gesamt |
| ----------------- | ----------------- | ----------- | ----------- | ----------- | ------------ | ------------ | ------------ | -------------- |
|                   | CDU               | 1.080.087   | 46,5        | 16          | 994.601      | 42,6         | 1            | 17             |
|                   | DIE LINKE         | 500.300     | 21,5        | –           | 467.045      | 20,0         | 8            | 8              |
|                   | SPD               | 375.941     | 16,2        | –           | 340.819      | 14,6         | 6            | 6              |
|                   | AfD               | –           | –           | –           | 157.781      | 6,8          | –            | –              |
|                   | GRÜNE             | 103.470     | 4,5         | –           | 113.916      | 4,9          | 2            | 2              |
|                   | NPD               | 99.553      | 4,3         | –           | 76.436       | 3,3          | –            | –              |
|                   | FDP               | 55.673      | 2,4         | –           | 71.259       | 3,1          | –            | –              |
|                   | PIRATEN           | 57.250      | 2,5         | –           | 58.561       | 2,5          | –            | –              |
|                   | FREIE WÄHLER      | 27.254      | 1,2         | –           | 34.858       | 1,5          | –            | –              |
|                   | pro Deutschland   | 2.979       | 0,1         | –           | 9.736        | 0,4          | –            | –              |
|                   | BüSo              | 11.274      | 0,5         | –           | 5.076        | 0,2          | –            | –              |
|                   | MLPD              | 554         | 0,0         | –           | 2.564        | 0,1          | –            | –              |
|                   | Die PARTEI        | 3.852       | 0,2         | –           | –            | –            | –            | –              |
|                   | BGD               | 1.431       | 0,1         | –           | –            | –            | –            | –              |
|                   | Übrige            | 5.275       | 0,2         | –           | –            | –            | –            | –              |
| Gesamt            | Gesamt            | 2.324.893   | 100         | 16          | 2.332.652    | 100          | 17           | 33             |
|                   |                   |             |             |             |              |              |              |                |
| Ungültige Stimmen | Ungültige Stimmen | 43.865      | 1,9         |             | 36.106       | 1,5          |              |                |
| Wähler            | Wähler            | 2.368.758   | 69,5        |             | 2.368.758    | 69,5         |              |                |
| Wahlberechtigte   | Wahlberechtigte   | 3.406.430   |             |             | 3.406.430    |              |              |                |

### Hessen
| Listen            | Listen            | Erststimmen | Erststimmen | Erststimmen | Zweitstimmen | Zweitstimmen | Zweitstimmen | Mandate Gesamt |
| Listen            | Listen            | Stimmen     | %           | Mandate     | Stimmen      | %            | Mandate      | Mandate Gesamt |
| ----------------- | ----------------- | ----------- | ----------- | ----------- | ------------ | ------------ | ------------ | -------------- |
|                   | CDU               | 1.399.206   | 44,5        | 17          | 1.232.994    | 39,2         | 4            | 21             |
|                   | SPD               | 1.080.828   | 34,4        | 5           | 906.906      | 28,8         | 11           | 16             |
|                   | GRÜNE             | 236.653     | 7,5         | –           | 313.135      | 9,9          | 5            | 5              |
|                   | DIE LINKE         | 167.135     | 5,3         | –           | 188.654      | 6,0          | 3            | 3              |
|                   | AfD               | 37.910      | 1,2         | –           | 176.319      | 5,6          | –            | –              |
|                   | FDP               | 81.708      | 2,6         | –           | 175.144      | 5,6          | –            | –              |
|                   | PIRATEN           | 74.084      | 2,4         | –           | 64.655       | 2,1          | –            | –              |
|                   | NPD               | 38.635      | 1,2         | –           | 34.115       | 1,1          | –            | –              |
|                   | FREIE WÄHLER      | 11.727      | 0,4         | –           | 24.929       | 0,8          | –            | –              |
|                   | Die PARTEI        | 3.869       | 0,1         | –           | 15.033       | 0,5          | –            | –              |
|                   | REP               | 1.239       | 0,0         | –           | 8.402        | 0,3          | –            | –              |
|                   | pro Deutschland   | –           | –           | –           | 3.754        | 0,1          | –            | –              |
|                   | BüSo              | 613         | 0,0         | –           | 1.536        | 0,0          | –            | –              |
|                   | PSG               | –           | –           | –           | 1.444        | 0,0          | –            | –              |
|                   | MLPD              | 325         | 0,0         | –           | 1.071        | 0,0          | –            | –              |
|                   | Übrige            | 7.337       | 0,2         | –           | –            | –            | –            | –              |
| Gesamt            | Gesamt            | 3.141.269   | 100         | 22          | 3.148.091    | 100          | 23           | 45             |
|                   |                   |             |             |             |              |              |              |                |
| Ungültige Stimmen | Ungültige Stimmen | 89.214      | 2,8         |             | 82.392       | 2,6          |              |                |
| Wähler            | Wähler            | 3.230.483   | 73,2        |             | 3.230.483    | 73,2         |              |                |
| Wahlberechtigte   | Wahlberechtigte   | 4.413.271   |             |             | 4.413.271    |              |              |                |

### Thüringen
| Listen            | Listen            | Erststimmen | Erststimmen | Erststimmen | Zweitstimmen | Zweitstimmen | Zweitstimmen | Mandate Gesamt |
| Listen            | Listen            | Stimmen     | %           | Mandate     | Stimmen      | %            | Mandate      | Mandate Gesamt |
| ----------------- | ----------------- | ----------- | ----------- | ----------- | ------------ | ------------ | ------------ | -------------- |
|                   | CDU               | 508.083     | 41,3        | 9           | 477.283      | 38,8         | –            | 9              |
|                   | DIE LINKE         | 298.821     | 24,3        | –           | 288.615      | 23,4         | 5            | 5              |
|                   | SPD               | 236.502     | 19,2        | –           | 198.714      | 16,1         | 3            | 3              |
|                   | AfD               | 23.981      | 2,0         | –           | 76.013       | 6,2          | –            | –              |
|                   | GRÜNE             | 45.926      | 3,7         | –           | 60.511       | 4,9          | 1            | 1              |
|                   | NPD               | 46.036      | 3,7         | –           | 39.107       | 3,2          | –            | –              |
|                   | FDP               | 19.282      | 1,6         | –           | 32.101       | 2,6          | –            | –              |
|                   | PIRATEN           | 30.780      | 2,5         | –           | 29.499       | 2,4          | –            | –              |
|                   | FREIE WÄHLER      | 13.874      | 1,1         | –           | 17.613       | 1,4          | –            | –              |
|                   | ÖDP – FAMILIE     | 3.860       | 0,3         | –           | 7.900        | 0,6          | –            | –              |
|                   | REP               | –           | –           | –           | 2.593        | 0,2          | –            | –              |
|                   | MLPD              | 835         | 0,1         | –           | 1.744        | 0,1          | –            | –              |
|                   | PDV               | 351         | 0,0         | –           | –            | –            | –            | –              |
|                   | Übrige            | 1.053       | 0,1         | –           | –            | –            | –            | –              |
| Gesamt            | Gesamt            | 1.229.384   | 100         | 9           | 1.231.693    | 100          | 9            | 18             |
|                   |                   |             |             |             |              |              |              |                |
| Ungültige Stimmen | Ungültige Stimmen | 22.019      | 1,8         |             | 19.710       | 1,6          |              |                |
| Wähler            | Wähler            | 1.251.403   | 68,2        |             | 1.251.403    | 68,2         |              |                |
| Wahlberechtigte   | Wahlberechtigte   | 1.834.259   |             |             | 1.834.259    |              |              |                |

### Rheinland-Pfalz
| Listen            | Listen            | Erststimmen | Erststimmen | Erststimmen | Zweitstimmen | Zweitstimmen | Zweitstimmen | Mandate Gesamt |
| Listen            | Listen            | Stimmen     | %           | Mandate     | Stimmen      | %            | Mandate      | Mandate Gesamt |
| ----------------- | ----------------- | ----------- | ----------- | ----------- | ------------ | ------------ | ------------ | -------------- |
|                   | CDU               | 1.026.360   | 46,6        | 14          | 958.655      | 43,3         | 2            | 16             |
|                   | SPD               | 716.029     | 32,5        | 1           | 608.910      | 27,5         | 9            | 10             |
|                   | GRÜNE             | 133.256     | 6,1         | –           | 169.372      | 7,6          | 3            | 3              |
|                   | FDP               | 63.585      | 2,9         | –           | 122.640      | 5,5          | –            | –              |
|                   | DIE LINKE         | 105.928     | 4,8         | –           | 120.338      | 5,4          | 2            | 2              |
|                   | AfD               | 6.316       | 0,3         | –           | 106.414      | 4,8          | –            | –              |
|                   | PIRATEN           | 55.870      | 2,5         | –           | 49.664       | 2,2          | –            | –              |
|                   | FREIE WÄHLER      | 48.110      | 2,2         | –           | 28.159       | 1,3          | –            | –              |
|                   | NPD               | 25.853      | 1,2         | –           | 23.980       | 1,1          | –            | –              |
|                   | REP               | 5.973       | 0,3         | –           | 8.545        | 0,4          | –            | –              |
|                   | ÖDP               | 6.091       | 0,3         | –           | 6.588        | 0,3          | –            | –              |
|                   | PDV               | 2.484       | 0,1         | –           | 5.922        | 0,3          | –            | –              |
|                   | pro Deutschland   | –           | –           | –           | 4.451        | 0,2          | –            | –              |
|                   | MLPD              | 281         | 0,0         | –           | 859          | 0,0          | –            | –              |
|                   | FAMILIE           | 2.995       | 0,1         | –           | –            | –            | –            | –              |
|                   | Die PARTEI        | 952         | 0,0         | –           | –            | –            | –            | –              |
|                   | BüSo              | 286         | 0,0         | –           | –            | –            | –            | –              |
|                   | Übrige            | 895         | 0,0         | –           | –            | –            | –            | –              |
| Gesamt            | Gesamt            | 2.201.264   | 100         | 15          | 2.214.497    | 100          | 16           | 31             |
|                   |                   |             |             |             |              |              |              |                |
| Ungültige Stimmen | Ungültige Stimmen | 50.715      | 2,3         |             | 37.482       | 1,7          |              |                |
| Wähler            | Wähler            | 2.251.979   | 72,8        |             | 2.251.979    | 72,8         |              |                |
| Wahlberechtigte   | Wahlberechtigte   | 3.092.424   |             |             | 3.092.424    |              |              |                |

### Bayern
| Listen            | Listen            | Erststimmen | Erststimmen | Erststimmen | Zweitstimmen | Zweitstimmen | Zweitstimmen | Mandate Gesamt |
| Listen            | Listen            | Stimmen     | %           | Mandate     | Stimmen      | %            | Mandate      | Mandate Gesamt |
| ----------------- | ----------------- | ----------- | ----------- | ----------- | ------------ | ------------ | ------------ | -------------- |
|                   | CSU               | 3.544.079   | 53,9        | 45          | 3.243.569    | 49,3         | 11           | 56             |
|                   | SPD               | 1.443.710   | 22,0        | –           | 1.314.009    | 20,0         | 22           | 22             |
|                   | GRÜNE             | 505.800     | 7,7         | –           | 552.818      | 8,4          | 9            | 9              |
|                   | FDP               | 183.259     | 2,8         | –           | 334.158      | 5,1          | –            | –              |
|                   | AfD               | 146.714     | 2,2         | –           | 283.570      | 4,3          | –            | –              |
|                   | DIE LINKE         | 225.218     | 3,4         | –           | 248.920      | 3,8          | 4            | 4              |
|                   | FREIE WÄHLER      | 192.702     | 2,9         | –           | 180.649      | 2,7          | –            | –              |
|                   | PIRATEN           | 131.872     | 2,0         | –           | 127.934      | 1,9          | –            | –              |
|                   | ÖDP               | 84.583      | 1,3         | –           | 68.365       | 1,0          | –            | –              |
|                   | BP                | 28.430      | 0,4         | –           | 57.395       | 0,9          | –            | –              |
|                   | NPD               | 59.721      | 0,9         | –           | 56.737       | 0,9          | –            | –              |
|                   | Tierschutzpartei  | –           | –           | –           | 46.937       | 0,7          | –            | –              |
|                   | REP               | 8.235       | 0,1         | –           | 27.457       | 0,4          | –            | –              |
|                   | DIE FRAUEN        | –           | –           | –           | 12.148       | 0,2          | –            | –              |
|                   | DIE VIOLETTEN     | 1.087       | 0,0         | –           | 8.211        | 0,1          | –            | –              |
|                   | PDV               | 339         | 0,0         | –           | 6.840        | 0,1          | –            | –              |
|                   | pro Deutschland   | 735         | 0,0         | –           | 4.874        | 0,1          | –            | –              |
|                   | Bündnis 21/RRP    | 2.747       | 0,0         | –           | 3.032        | 0,0          | –            | –              |
|                   | MLPD              | 448         | 0,0         | –           | 1.757        | 0,0          | –            | –              |
|                   | BüSo              | 1.519       | 0,0         | –           | 1.375        | 0,0          | –            | –              |
|                   | Die PARTEI        | 2.260       | 0,0         | –           | –            | –            | –            | –              |
|                   | NEIN!             | 290         | 0,0         | –           | –            | –            | –            | –              |
|                   | Übrige            | 7.555       | 0,1         | –           | –            | –            | –            | –              |
| Gesamt            | Gesamt            | 6.571.303   | 100         | 45          | 6.580.755    | 100          | 45           | 91             |
|                   |                   |             |             |             |              |              |              |                |
| Ungültige Stimmen | Ungültige Stimmen | 62.423      | 0,9         |             | 52.971       | 0,8          |              |                |
| Wähler            | Wähler            | 6.633.726   | 70,0        |             | 6.633.726    | 70,0         |              |                |
| Wahlberechtigte   | Wahlberechtigte   | 9.472.738   |             |             | 9.472.738    |              |              |                |

### Baden-Württemberg
| Listen            | Listen            | Erststimmen | Erststimmen | Erststimmen | Zweitstimmen | Zweitstimmen | Zweitstimmen | Mandate Gesamt |
| Listen            | Listen            | Stimmen     | %           | Mandate     | Stimmen      | %            | Mandate      | Mandate Gesamt |
| ----------------- | ----------------- | ----------- | ----------- | ----------- | ------------ | ------------ | ------------ | -------------- |
|                   | CDU               | 2.873.905   | 51,1        | 38          | 2.576.606    | 45,7         | 5            | 43             |
|                   | SPD               | 1.332.623   | 23,7        | –           | 1.160.424    | 20,6         | 20           | 20             |
|                   | GRÜNE             | 614.298     | 10,9        | –           | 623.294      | 11,0         | 10           | 10             |
|                   | FDP               | 164.210     | 2,9         | –           | 348.317      | 6,2          | –            | –              |
|                   | AfD               | 133.727     | 2,4         | –           | 295.988      | 5,2          | –            | –              |
|                   | DIE LINKE         | 236.251     | 4,2         | –           | 272.456      | 4,8          | 5            | 5              |
|                   | PIRATEN           | 113.966     | 2,0         | –           | 130.767      | 2,3          | –            | –              |
|                   | NPD               | 66.608      | 1,2         | –           | 56.302       | 1,0          | –            | –              |
|                   | Tierschutzpartei  | –           | –           | –           | 43.277       | 0,8          | –            | –              |
|                   | FREIE WÄHLER      | 36.305      | 0,6         | –           | 33.479       | 0,6          | –            | –              |
|                   | ÖDP               | 30.607      | 0,5         | –           | 23.704       | 0,4          | –            | –              |
|                   | REP               | 8.245       | 0,1         | –           | 21.847       | 0,4          | –            | –              |
|                   | RENTNER           | –           | –           | –           | 14.472       | 0,3          | –            | –              |
|                   | PBC               | –           | –           | –           | 12.878       | 0,2          | –            | –              |
|                   | Volksabstimmung   | –           | –           | –           | 11.032       | 0,2          | –            | –              |
|                   | PDV               | –           | –           | –           | 5.069        | 0,1          | –            | –              |
|                   | pro Deutschland   | –           | –           | –           | 4.595        | 0,1          | –            | –              |
|                   | BIG               | –           | –           | –           | 3.529        | 0,1          | –            | –              |
|                   | MLPD              | 2.099       | 0,0         | –           | 2.941        | 0,1          | –            | –              |
|                   | BüSo              | 282         | 0,0         | –           | 1.042        | 0,0          | –            | –              |
|                   | Die PARTEI        | 1.677       | 0,0         | –           | –            | –            | –            | –              |
|                   | DIE VIOLETTEN     | 972         | 0,0         | –           | –            | –            | –            | –              |
|                   | DKP               | 231         | 0,0         | –           | –            | –            | –            | –              |
|                   | Übrige            | 11.405      | 0,2         | –           | –            | –            | –            | –              |
| Gesamt            | Gesamt            | 5.627.411   | 100         | 38          | 5.642.019    | 100          | 40           | 78             |
|                   |                   |             |             |             |              |              |              |                |
| Ungültige Stimmen | Ungültige Stimmen | 84.058      | 1,5         |             | 69.450       | 1,2          |              |                |
| Wähler            | Wähler            | 5.711.469   | 74,3        |             | 5.711.469    | 74,3         |              |                |
| Wahlberechtigte   | Wahlberechtigte   | 7.689.895   |             |             | 7.689.895    |              |              |                |

### Saarland
| Listen            | Listen            | Erststimmen | Erststimmen | Erststimmen | Zweitstimmen | Zweitstimmen | Zweitstimmen | Mandate Gesamt |
| Listen            | Listen            | Stimmen     | %           | Mandate     | Stimmen      | %            | Mandate      | Mandate Gesamt |
| ----------------- | ----------------- | ----------- | ----------- | ----------- | ------------ | ------------ | ------------ | -------------- |
|                   | CDU               | 234.133     | 41,7        | 4           | 212.368      | 37,8         | –            | 4              |
|                   | SPD               | 199.723     | 35,5        | –           | 174.592      | 31,0         | 3            | 3              |
|                   | DIE LINKE         | 48.977      | 8,7         | –           | 56.045       | 10,0         | 1            | 1              |
|                   | GRÜNE             | 21.746      | 3,9         | –           | 31.998       | 5,7          | 1            | 1              |
|                   | AfD               | 24.912      | 4,4         | –           | 29.291       | 5,2          | –            | –              |
|                   | FDP               | 8.393       | 1,5         | –           | 21.506       | 3,8          | –            | –              |
|                   | PIRATEN           | 13.880      | 2,5         | –           | 14.693       | 2,6          | –            | –              |
|                   | NPD               | 9.231       | 1,6         | –           | 9.691        | 1,7          | –            | –              |
|                   | FAMILIE           | –           | –           | –           | 7.449        | 1,3          | –            | –              |
|                   | FREIE WÄHLER      | –           | –           | –           | 3.664        | 0,7          | –            | –              |
|                   | pro Deutschland   | –           | –           | –           | 902          | 0,2          | –            | –              |
|                   | MLPD              | 267         | 0,0         | –           | 361          | 0,1          | –            | –              |
|                   | PDV               | 687         | 0,1         | –           | –            | –            | –            | –              |
| Gesamt            | Gesamt            | 561.949     | 100         | 4           | 562.560      | 100          | 5            | 9              |
|                   |                   |             |             |             |              |              |              |                |
| Ungültige Stimmen | Ungültige Stimmen | 15.479      | 2,7         |             | 14.868       | 2,6          |              |                |
| Wähler            | Wähler            | 577.428     | 72,5        |             | 577.428      | 72,5         |              |                |
| Wahlberechtigte   | Wahlberechtigte   | 796.072     |             |             | 796.072      |              |              |                |